# Dukankuren
Dukankuren er en slankekur, som oprindeligt stammer fra Frankrig. Slankekuren er en proteinbaseret kur, udviklet af den franske læge Pierre Dukan. Hans bog, The Dukan Diet blev udgivet i 2000 i Frankrig, i 2010 i England og USA og i 2012 på dansk under navnet Dukan Diæten. 

## Historie
Pierre Dukan var alment praktiserende læge i 1975. Da han i sin konsultation modtog en patient som var overvægtig, udviklede han en ny kur baseret på andre principper end lavt kalorieindtag. Den blev populær udenfor Frankrig da det kom frem, at flere berømtheder som Jennifer Lopez og Kate Middleton brugte kuren for at tabe sig.

## Faserne
Dukankuren er delt op i fire faser, som er Angrebsfasen, Vekselfasen, Konsolideringsfasen og Stabiliseringsfasen. Igennem alle faserne skal man hver dag spise en bestemt mængde havreklid og drikke minimum 1,5-2,0 liter vand. For hver fase findes en liste med mad- og drikkevarer der må indtages i begrænset mængde og en liste der må indtages i ubegrænset mængde.
Angrebsfasen varer 2-7 dage og skal give et hurtigt vægttab. Fasen består stort set kun af proteiner.  
I Vekselfasen tilføjes grøntsager til kosten, dog ikke grøntsager med stort indhold af kulhydrater eller fedt. I denne fase skifter man mellem dage med proteiner og grøntsager og dage kun med proteiner. Fasen varer indtil man har opnået det ønskede vægttab. 
Når man har nået det ønskede vægttab, skal man starte på Konsolideringsfasen, som skal forhindre vægtøgning. I Konsolideringsfasen tilvænnes kroppen til igen at indtage andre madvarer, som tilføjes til kosten. Man skal følge denne fase i 10 dage for hvert kilo man har tabt. 
Den sidste fase er Stabiliseringsfasen, som skal følges resten af livet, for at undgå at tage på igen. Der er nogle få regler man skal følge: En proteindag en gang om ugen, spis havreklid hver dag, tag altid trapperne og undgå elevatoren.

## Bivirkninger
Mange oplever bivirkninger i form at dårlig ånde, svimmelhed, hovedpine og træthed i starten af kuren.

## Kritik
Kuren er blevet kritiseret for at være dårlig for nyrerne og årsag til nyresten.